# Sliding Center Sanki
Koordinaten: 43° 40′ 19,5″ N, 40° 17′ 46″ O
Das Sliding Center Sanki (russisch Центр санного спорта «Санки», санки/sanki = Russisch Schlitten) ist eine Kunsteisbahn in Krasnaja Poljana, 60 km nordöstlich von Sotschi. Die Bahn war bei den Olympischen Winterspielen 2014 Austragungsort für die Wettbewerbe im Rennrodeln, Bobfahren und Skeleton.

## Lage
Die Eisbahn liegt im West-Kaukasus auf einer Höhe von etwa 840 Meter. Die Bahn liegt nördlich von Krasnaja Poljana am Hang des Berges Aibga. Die Tribünen und die Zuschauerbereiche an der Bahn sind für 5000 Personen ausgelegt.

## Geschichte
Die Planungen für eine Bob- und Schlittenbahn in Krasnaja Poljana wurden – gemeinsam mit einer weiteren Bahn bei Moskau – bereits 2006 gefasst. Nachdem Sotschi für die Olympischen Winterspiele ausgewählt worden war, begann die ISC IBG Group, ein internationales Team aus Sportexperten und Ingenieuren mit den Planungen für die Bahn. Sieben Standorte und Bauarten wurden den Weltverbänden vorgeschlagen, jedoch alle verworfen, da die Bahnprofile für internationale Rennen unzulässige Höhendifferenzen enthielten. Gebaut wurde die Anlage durch das russische Unternehmen Mostowik, welches das geplante Budget von etwa 50 Millionen US-Dollar um 60 Prozent überschritt und am Ende 76 Millionen abrechnete. Geplant war eine Fertigstellung der Bahn bis 2009, schlussendlich wurde sie durch die Verzögerungen erst 2012 eröffnet. Die ersten Rodel- und Bobwettbewerbe fanden im Rahmen der entsprechenden Weltcups als Testwettbewerbe 2013 auf der Bahn statt. Nachdem 2014 die olympischen Wettbewerbe stattfanden, wurde die Bahn in den offiziellen Weltcup-Kalender im Rodeln, Bob und Skeleton aufgenommen.

## Bahndaten
Die Bahn hat eine Gesamtlänge von 1.814 m und war bis zur Eröffnung des Yanqing National Sliding Center in Peking die Längste der Welt. Sie verfügt über 18 Kurven, wobei innerhalb eines Wettkampfs maximal 17 durchfahren werden, da die Kurve 18 nach dem Ziel angeordnet ist. Die Länge von Start bis Ziel ist je nach Disziplin unterschiedlich (1.384 m bis 1.500 m). Auch die Starthöhe variiert je nach Disziplin (839,2 bis 829,6 Meter über dem Meeresspiegel) – die Zielhöhe liegt bei 711,5 Meter. Um die Höchstgeschwindigkeit einzugrenzen, sind 3 Teilabschnitte mit einem Anstieg versehen. Die tiefste Stelle der Bahn befindet sich vor dem Ziel in der Kurve 17 auf einer Höhe von 704,1 Meter.
| Disziplin                                    | Länge [ m ] | Starthöhe [ m ü. M. ] | Höhen- differenz [ m ] | Ø Gefälle [ % ] | Kurven |
| -------------------------------------------- | ----------- | --------------------- | ---------------------- | --------------- | ------ |
| Bob Skeleton                                 | 1.500       | 836,0                 | 124,5                  | 8,30            | 17     |
| Rennrodeln Männer-Einsitzer                  | 1.475       | 839,2                 | 127,7                  | 8,66            | 17     |
| Rennrodeln Doppelsitzer und Frauen-Einsitzer | 1.384       | 829,6                 | 118,1                  | 8,53            | 16     |

## Bahnrekorde
| Disziplin                            | Zeit             | Datum            | Fahrer                                                                | Nation                 |
| ------------------------------------ | ---------------- | ---------------- | --------------------------------------------------------------------- | ---------------------- |
| Zweierbob Männer                     | 56,080 s         | 17. Februar 2014 | Alexander Subkow, Alexei Wojewoda                                     | Russland               |
| Viererbob Männer                     | 54,820 s         | 22. Februar 2014 | Alexander Subkow, Alexei Negodailo, Dmitri Trunenkow, Alexei Wojewoda | Russland               |
| Zweiberbob Frauen                    | 57,260 s         | 18. Februar 2014 | Elana Meyers Taylor, Lauryn Williams                                  | Vereinigte Staaten     |
| Skeleton Männer                      | 55,950 s         | 14. Februar 2014 | Alexander Tretjakow                                                   | Russland               |
| Skeleton Frauen                      | 57,910 s         | 14. Februar 2014 | Elizabeth Yarnold                                                     | Vereinigtes Königreich |
| Rennrodeln Männer-Einsitzer          | 51,379 s         | 4. Dezember 2021 | Johannes Ludwig                                                       | Deutschland            |
| Rennrodeln Männer-Einsitzer – Sprint | 34,833 s         | 5. Dezember 2021 | Dominik Fischnaller                                                   | Italien                |
| Rennrodeln Doppelsitzer              | 49,373 s         | 12. Februar 2014 | Tobias Wendl/Tobias Arlt                                              | Deutschland            |
| Rennrodeln Doppelsitzer – Sprint     | 31,281 s         | 14. Februar 2020 | Alexander Denissjew/Wladislaw Antonow                                 | Russland               |
| Rennrodeln Frauen-Einsitzer          | 49,601 s         | 15. Februar 2020 | Julia Taubitz                                                         | Deutschland            |
| Rennrodeln Frauen-Einsitzer – Sprint | 31,105 s         | 15. Februar 2020 | Jekaterina Katnikowa                                                  | Russland               |
| Rennrodeln Teamstaffel               | 2:44,213 Minuten | 16. Februar 2020 | Julia Taubitz, Johannes Ludwig, Toni Eggert/Sascha Benecken           | Deutschland            |

Der Start für die Teamstaffel im Rennrodeln erfolgt vom Frauen- und Doppelsitzerstart. Die Zeitnahme in der Staffel erfolgt durch das Touchpad etwa 100 Meter hinter der normalen Ziellinie.

## Wettbewerbe
Im Sliding Center Sanki fanden insgesamt neun Wettbewerbe der Olympischen Spiele statt.
- Siehe auch: Olympische Winterspiele 2014/Skeleton
- Siehe auch: Olympische Winterspiele 2014/Rennrodeln
- Siehe auch: Olympische Winterspiele 2014/Bob